# Getter Jaani

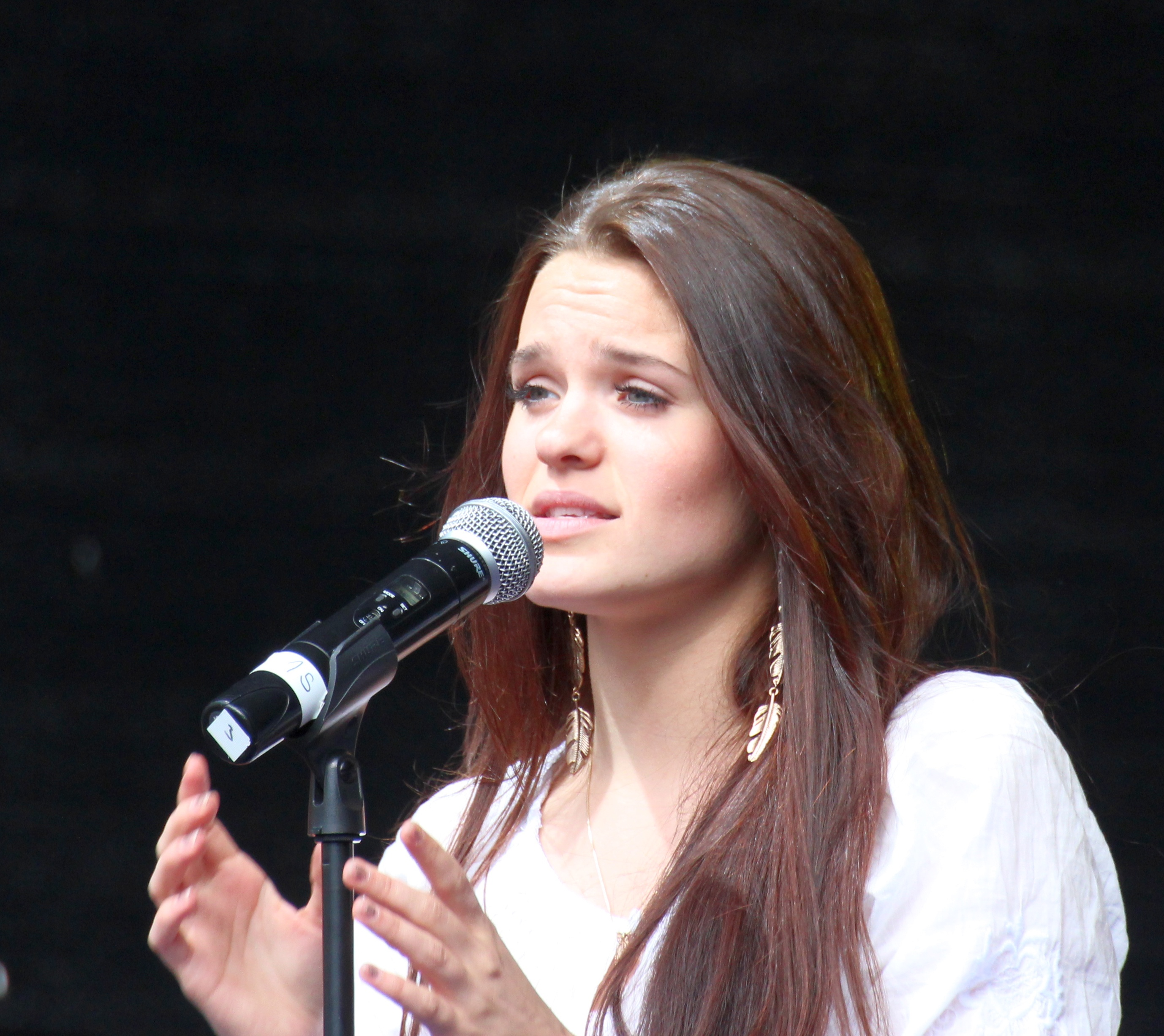
Getter Jaani (2012)

Getter Jaani (* 3. Februar 1993 in Tallinn) ist eine estnische Sängerin. Sie vertrat Estland beim Eurovision Song Contest 2011.

## Leben und Musik
Getter Jaani schloss das Gymnasium im Tallinner Stadtteil Kristiine ab. Derzeit studiert sie am Tallinner Berufsschulzentrum Schuh-Design. Daneben ist sie als Sängerin und Schauspielerin tätig.
2009 nahm Jaani an der dritten Staffel von Eesti otsib superstaari, dem estnischen Ableger der britischen Castingshow Pop Idol, teil und wurde Vierte. 2010 spielte sie in der estnischen Fassung des High School Musicals mit. 2011 war sie im Musical Verelegend zu sehen.
Am 26. Februar 2011 gewann Jaani mit dem Lied Rockefeller Street (Text und Musik: Sven Lõhmus) den estnischen Eurovisionsvorentscheid Eesti Laul. Im Mai nahm sie dementsprechend am 56. Eurovision Song Contest 2011 in Düsseldorf teil. Mit ihrem Beitrag zählte sie im Vorfeld nicht nur bei den Buchmachern zu den Favoriten der Veranstaltung. Auch der Focus und die FAZ prognostizierten einen Platz unter den ersten Zehn für Jaani. Am 12. Mai erreichte sie im zweiten Halbfinale einen neunten Platz und damit den Einzug ins Finale, wo sie zwei Tage später nur den 24. und somit vorletzten Platz belegte.
Am 26. Mai 2012 verlas Jaani die estnischen Punkte beim Eurovision Song Contest 2012 in Baku.
Seit ihrem Eurovisionsauftritt hat Jaani zwei weitere Alben und diverse Singles aufgenommen. Darüber hinaus war sie 2013 als Sandy in dem Musical Grease zu sehen. Seit 2016 tritt sie im Tallinner Salme Kultuurikeskus als Désirée Clary im Musical Désirée auf.

## Diskografie

### Studioalben

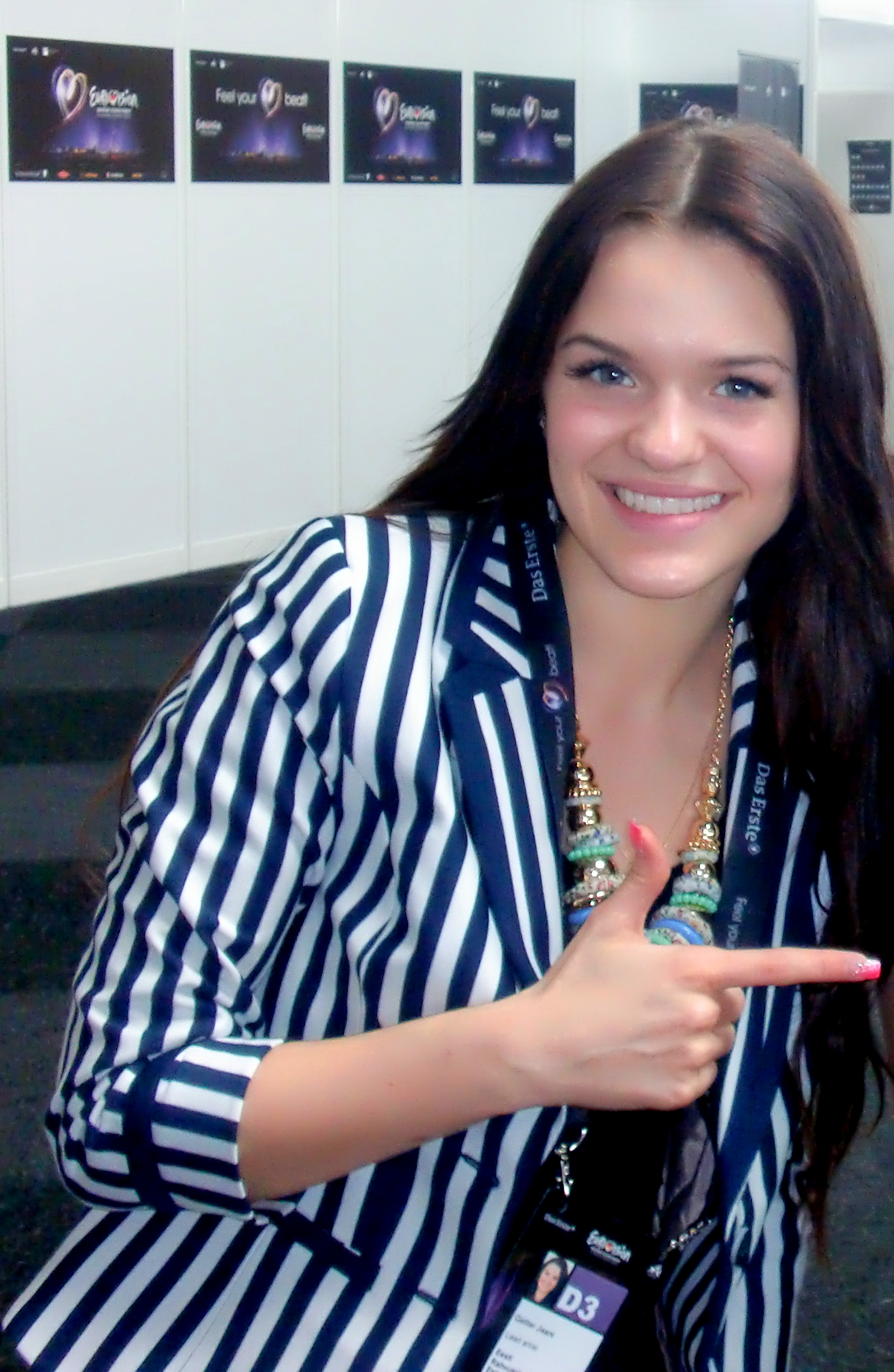
Getter Jaani am Finaltag des Eurovision Song Contests 2011 in Düsseldorf

- 2011: Rockefeller Street (Moonwalk Records)
- 2014: DNA (Moonwalk Records)

### Weitere Alben
- 2011: Jõuluvalgus (Moonwalk Records)[6]

### EPs
- 2010: Parim päev (Moonwalk Records)[7]

### Singles
- 2011: Rockefeller Street (Rockefeller Street)
- 2011: Valged ööd (Rockefeller Street; feat. Koit Toome, Neuauflage: 2021)
- 2011: Me kõik jääme vanaks (Rockefeller Street)

Weitere Singles
- 2012: NYC Taxi

### Promo-Singles
Die folgenden Singles dienten nur zu Promozwecken.
- 2010: Vaid suve (feat. Chapter One)
- 2010: Parim päev (Januar 2010)
- 2010: Grammofon (Juni 2010)
- 2011: Talveöö (Dezember 2011)